# 布盧明頓都會區 (印第安納州)
布盧明頓都會區（英語：Bloomington Metropolitan Area），美国普查局定義為印第安納州布盧明頓都會統計區（Bloomington, Indiana, Metropolitan Statistical Area），係由美國印第安納州中南部之門羅縣、格林縣與歐文縣等三個縣份所構成的都會區。門羅縣布盧明頓為該都會區之核心城市。根據2010年美国人口普查統計，此都會區內的人口有192,714人。

## 縣份
- 格林縣
- 門羅縣
- 歐文縣

## 聚居地

### 高於50,000人
- 布盧明頓（84,465人）

### 5,000人至10,000人
- 埃列茨維爾
- 林頓

### 1,000人至5,000人
- 布盧姆菲爾德
- 傑森維爾
- 斯潘塞
- 沃辛頓

### 低於1,000人
- 戈斯波特
- 萊昂斯
- 紐伯里
- 斯泰恩斯維爾
- 斯威茲城

### 非建制地區
| - 阿代爾 - 阿拉斯加 - 安條克 - 阿靈頓 - 阿爾尼 - 阿特金森維爾 - 比亨特 - 布雷斯維爾 - 布卢明顿 - 布什羅德 - 卡爾弗特維爾 - 卡普 - 喀斯喀特 - 卡塔拉特 - 教堂山 - 辛辛那提 - 克利爾克里克 - 煤城 - 古巴 - 卡諾特 - 達格特 - 丹麥 - 德沃爾 - 多安斯 - 多蘭 | - 埃利斯 - 埃利斯頓 - 埃倫 - 法默斯 - 弗利納 - 森林公園高地 - 弗里多姆 - 弗里曼 - 弗內斯 - 加登阿克里斯 - 吉爾莫爾 - 漢迪 - 哈羅茲堡 - 哈什敦 - 亨德里克斯維爾 - 印度斯坦 - 霍比維爾 - 胡熱爾 - 哈貝爾 - 艾利恩 - 島城 - 約翰斯敦 - 喬丹 - 克比 - 柯克斯維爾 | - 奈特里奇 - 科林 - 蘭開斯特帕克 - 布卢明顿 - 劉易斯維爾 - 隆特里 - 馬可 - 馬林丘陵 - 麥克維爾 - 米德蘭章克申 - 米德蘭 - 米內勒爾城 - 莫德斯托 - 芒特塔博爾 - 新霍普 - 新尤尼昂維爾 - 紐厄克 - 歐文斯堡 - 帕克 - 帕德里克斯堡 - 普萊默 - 商貿點 - 波特斯維爾 - 昆西 - 里奇波特 | - 林孔 - 羅莫納 - 桑德斯 - 蘇格蘭 - 西萊克斯 - 史密斯維爾（門羅縣） - 史密斯維爾（歐文縣） - 索爾斯伯里 - 紹斯波特 - 斯坦福德 - 薩米特 - 布卢明顿 - 圖利普 - 尤尼昂維爾 - 范布倫公園 - 萬達利亞 - 韋克斯堡 - 維克托 - 維多利亞 - 維拉斯 - 華萊士章克申 - 西布魯克當斯 - 懷特霍爾 - 伍德維爾丘陵 - 耶洛斯通 |

## 鎮區

### 格林縣
| - 比奇克里克鎮區 - 卡斯鎮區 - 森特鎮區 - 費爾普萊鎮區 - 格蘭特鎮區 - 海蘭鎮區 - 傑克遜鎮區 - 傑佛遜鎮區 | - 里奇蘭鎮區 - 史密斯鎮區 - 斯塔福德鎮區 - 斯托克頓鎮區 - 泰勒鎮區 - 華盛頓鎮區 - 賴特鎮區 |

### 門羅縣
| - 賓布洛索姆鎮區 - 本頓鎮區 - 布盧明頓鎮區 - 克利爾克里克鎮區 - 印地安克里克鎮區 - 佩里鎮區 | - 波爾克鎮區 - 里奇蘭鎮區 - 索爾特克里克鎮區 - 范布倫鎮區 - 華盛頓鎮區 |

### 歐文縣
| - 克萊鎮區 - 富蘭克林鎮區 - 哈里森鎮區 - 傑克遜鎮區 - 傑佛遜鎮區 - 詹寧斯鎮區 - 拉法葉鎮區 | - 馬里昂鎮區 - 蒙哥馬利鎮區 - 摩根鎮區 - 泰勒鎮區 - 華盛頓鎮區 - 韋恩鎮區 |